# Mark Conover
Mark Robert Conover (* 28. Mai 1960 im Contra Costa County, Kalifornien; † 6. April 2022 in San Luis Obispo) war ein US-amerikanischer Marathonläufer.

## Leben
Mark Conover besuchte die Miramonte High School in Orinda und erwarb 1983 einen Bachelor in Planung natürlicher Ressourcen an der Humboldt State University in Arcata. Seinen Masterabschluss machte er 1989 an der California Polytechnic State University in Stadt- und Regionalplanung.
1984 belegte Conover bei den U.S. Olympic Trials den neunten Platz über 10.000 Meter. Vier Jahre später setzte er sich überraschend im Marathonlauf durch und qualifizierte sich für die Olympischen Spiele 1988 in Seoul, wo er den Marathonlauf jedoch nicht beenden konnte.
1992 versuchte sich Conover erneut bei den U.S. Olympic Trials, wo er als Zehnter sich nicht erneut für die Olympischen Spiele qualifizieren konnte. Ein Jahr später wurde ein Hodgkin-Lymphom bei ihm diagnostiziert. Nach einer ausführlichen Behandlung konnte Conover 1996 erneut bei den Trials starten, verpasste jedoch erneut die Qualifikation für die Olympischen Spiele in Atlanta.
Anschließend begann Conover eine Trainerkarriere an der California Polytechnic State University, wo er 25 Jahre tätig war.
Mark Conover heiratete die All-American Kelly Cordell. 2007 wurde er Vater von Drillingen.
2018 wurde mit dem Mantelzelllymphom erneut ein Lymphom bei Conover festgestellt. Am 6. April 2022 starb Conover im Alter von 61 Jahren.